# Barotac Viejo
Barotac Viejo (Bayan ng Barotac Viejo) är en kommun i Filippinerna. Kommunen ligger på ön Panay, och tillhör provinsen Iloilo. Folkmängden uppgår till 36 314 invånare.

## Barangayer
Barotac Viejo är indelat i 26 barangayer.
| - Bugnay - California - Del Pilar - De la Peña - General Luna - La Fortuna - Lipata - Natividad - Nueva Invencion | - Nueva Sevilla - Poblacion - Puerto Princesa - Rizal - San Antonio - San Fernando - San Francisco - San Geronimo - San Juan | - San Lucas - San Miguel - San Roque - Santiago - Santo Domingo - Santo Tomas - Ugasan - Vista Alegre |